# William McKenzie, Baron McKenzie of Luton

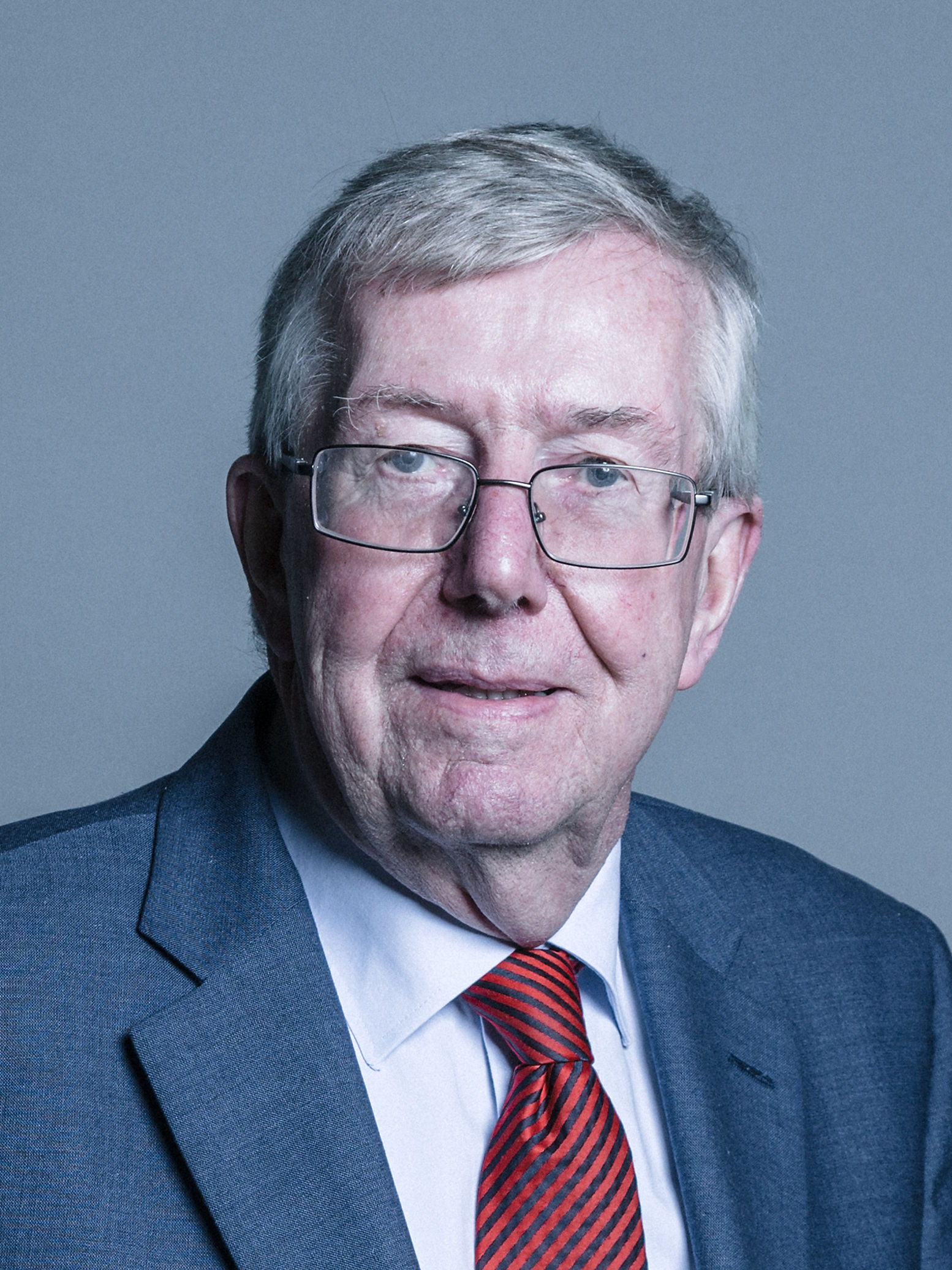
William McKenzie, Baron McKenzie of Luton

William David „Bill“ McKenzie, Baron McKenzie of Luton  (* 24. Juli 1946; † 2. Dezember 2021) war ein britischer Labour-Politiker und Life Peer.
Er war bis 2010 Parlamentarischer Unterstaatssekretär im Ministerium für Arbeit und Renten (Department for Work and Pensions) und Ministerium für Gemeinden und Lokalpolitik (Department for Communities and Local Government). Er war auch Partner der Wirtschaftsprüfungsgesellschaft Price Waterhouse.

## Jugend und frühe Karriere
Er wurde 1946 geboren als Sohn von Donald McKenzie und seiner Ehefrau Elsie May geb. Doust. Er studierte von 1964 bis 1967 an der University of Bristol, wo er einen Bachelor-Abschluss in Wirtschaftswissenschaften und Rechnungswesen machte. Er wurde Buchhalter bei Martin Rata and Partners. Er wechselte 1973 zu Price Waterhouse, wo er in vielen Niederlassungen arbeitete. 1980 wurde er Partner. 1992 ging er für Price Waterhouse nach Hongkong, wo er zunächst Berater und dann wieder Partner war. Er war von 1996 bis 1998 verantwortlich für das Vietnamgeschäft.

## Frühe politische Karriere
McKenzie kandidierte zweimal, 1987 und 1992, für den Parlamentssitz des Wahlkreises Luton South. Er war jedoch beide Male nicht erfolgreich.
Von 1976 bis 1992 saß er in der Bezirksversammlung von Luton und erneut von 1999 bis 2005. Bis Mai 2003 war er der Ratsvorsitzende. Während seiner Zeit als Ratsherr beschäftigte er sich vorwiegend mit Finanzen. Er war während dieser Zeit Mitglied der Gewerkschaft GMB. Auch als Lord McKenzie ist er noch Mitglied der GMB. Er war auch im Vorstand des Flughafens London-Luton.

## Spätere politische Karriere
McKenzie wurde am 18. Juni 2004 als Baron McKenzie of Luton, of Luton in the County of Bedfordshire, zum Life Peer erhoben und war dadurch seither Mitglied des House of Lords. Er war Sprecher des Schatzamtes im House of Lords und Whip des Handels- und Industrieministeriums (Department of Trade and Industry). Vor der Verleihung der Peerswürde war er Berater des Schattenfinanzministerteams der Labour Party und Mitglied des Fabian Society Taxation Review Committee. Er wurde im Januar 2007 zum Parlamentarischen Unterstaatssekretär des Ministeriums für Arbeit und Renten (Department for Work and Pensions) ernannt. Zu seinen Aufgabenbereichen gehörten Gesundheit und Arbeitssicherheit. Im Juni 2009 legte er sein Amt nieder und wurde Minister im Ministerium für Gemeinden und Lokalpolitik (Department for Communities and Local Government)
Nach der Parlamentswahl 2010 wurde er Sprecher der Opposition sowohl für Arbeit und Renten als auch für Gemeinden und Lokalpolitik.

## Persönliches
McKenzie heiratete 1972 Diana Joyce Angliss.